# Sébastien Marot
Sébastien Marot (París, 1961) es un profesor, editor, historiador de la arquitectura y curador francés.

## Biografía
Formado en Filosofía, Sébastien Marot es doctor en Historia por la École des Hautes Études en Sciences Sociales de París, especializado en Teoría de la Arquitectura. A lo largo de su carrera como investigador ha centrado su interés en las teorías contemporáneas de la arquitectura, el diseño urbano y el paisajismo, un interés que se ha focalizado finalmente en el ámbito rural. En 2019 comisarió la exposición «Taking the Country’s Side: Agriculture and Architecture», en la Trienal de Arquitectura de Lisboa. Actualmente (2021) es profesor titular en la École d’Architecture de Paris-Est e imparte clases como profesor invitado en la École Polytechnique Fédérale de Lausana y en la Escuela de Diseño de Harvard, en la que participa en un programa sobre la conceptualización y el diseño de los espacios rurales. También ha dado clase en otros centros como en el Instituto de Arquitectura de Ginebra, en el Politécnico de Zúrich o en la Universidad de Montreal. Fue editor en jefe de la revista Le Visiteur y desde 2010 lo es de la revista Marnes: documents d’architecture.
Marot es autor de un gran número de publicaciones en torno al pensamiento crítico del urbanismo y las ciudades, entre las que destacan Suburbanismo y el arte de la memoria (Gustavo Gili, 2006), traducido a diversas lenguas, y la reedición del manifiesto de Oswald Mathias Ungers y Rem Koolhaas, The City in the City: Berlin, A Green Archipelago (Lars Müller, 2013).
Sus trabajos sobre urbanismo y paisaje en el Centro Canadiense de Arquitectura fueron premiados por la Academia de Arquitectura francesa con una medalla en 2004 y un premio de investigación por su tesis doctoral en 2010.